# Малмі
Малмі (фін. Malmi, швед. Malm) — район у північно-східній частині Гельсінкі, Фінляндія. 
Населення становить 24 312 осіб (2008). 
 
Має поділ на шість мікрорайонів: 
- Ала-Малмі[fi],
- Малмін-лентокенття,
- Піхлаїсто[fi],
- Піхлаямякі[fi],
- Таттарігар'ю[en],
- Юля-Малмі[fi]

Серед транспортної інфраструктури варто відзначити залізницю, що розділяє район на Юля-Малмі та Ала-Малмі та залізничну станцію, а також кільцеву дорогу — Кільцева автодорога І у південній частині району. 
Аеропорт Малмі розташований на сході району. 
Також у Малмі розташоване кладовище Малмі —— найбільше кладовище Фінляндії. 

Стрільбище Малмі приймало змагання зі стрільби з пістолета та гвинтівки на літніх Олімпійських іграх 1952 року . 